# Semiothisa avitusaria
Semiothisa avitusaria är en fjärilsart som beskrevs av Walker 1860. Semiothisa avitusaria ingår i släktet Semiothisa och familjen mätare. Inga underarter finns listade i Catalogue of Life.